# Det svarta molnet
Det svarta molnet är en science-fiction-roman från 1957 av den brittiske astrofysikern och matematikern Fred Hoyle.

## Handling
Året är 1964 och ett antal astrofysiker i Nortonstowe, England, studerar ett stort svart gasmoln med kurs mot jorden. Molnet kommer till slut i en sådan position att det skymmer solen och en tid av svår kyla och lidande följer på jorden. Molnet drar sig senare undan och forskarna börjar då dra förbluffande slutsatser om att molnet kan vara intelligent. Man försöker få radiokontakt och kommunicera med molnet och får, till sin stora förvåning, respons. Molnet visar sig vara en hyperintelligent superorganism som i sin tur är lika förvånad över att finna intelligent liv på en stenplanet.
Då forskarna frågar molnet varifrån dess livsform har sitt ursprung svarar molnet att det alltid funnits varpå astronomerna börjar fråga sig vilka hemligheter som kan dölja sig ute i universum.

## Tolkningar
Boken prövar olika vetenskapliga teorier om universums uppkomst mot varandra, som Big Bang och Steady state-teorin.